# Valbykredsen
Valbykredsen er fra 2007 en opstillingskreds i Københavns Storkreds. I 1920-2006 var kredsen en opstillingskreds i Vestre Storkreds. Valbykredsen var en enkeltmandsvalgkreds til Folketinget fra 1895 til 1918 som blev dannet ved en opdeling af Frederiksbergkredsen og desuden indeholdt en del af Vesterbro i Københavns Kommune som tidligere havde været i Københavns 1. valgkreds. Valbykredsen i perioden 1895-1918 er behandlet i artiklen Frederiksbergkredsen
Ved Strukturreformens ikrafttræden i 2007 blev kredsen udvidet med to afstemningsområder fra, den ved samme lejlighed, nedlagte Enghave-kreds (14. Nordvest og 14. Vest), samt det sydøstlige hjørne af Brønshøjkredsens afstemningsområde: 16. Vanløse. (dvs. sydøst for Peter Bangsvej-stykket ved Damhussøen, øst for Grøndals Parkvej frem til Grøndalsparken og derfra sydøst for denne frem til kommunegrænsen til Frederiksberg, langs denne mod syd tilbage til Roskildevej).
Den 8. februar 2005 var der 25.868 stemmeberettigede vælgere i kredsen.
Kredsen rummede i 2007 følgende valgsteder alle i Københavns Kommune:

I parentes er anført afstemningsområdernes tilhørsforhold før 2007
- Valby, Ålholm Skole (dækker også sydøstlige del af tidligere aftemningsområde 16. Vanløse fra Brønshøjkredsen)
- Nord, Prøvehallen ved Valby Skole (Uændret)
- Syd, Kirsebærhavens Skole (Uændret)
- Øst, Frejaskolens Filial (tidligere aftemningsområde 14. Nordvest fra Enghavekredsen)
- Vest, Lykkebo Skole (Uændret)
- Sydøst, Sankt Annæ Gymnasium (tidligere aftemningsområde 14. Vest fra Enghavekredsen)
- Midt, Vigerslev Alles Skole (hed tidligere Valby Øst)

## Folketingskandidater pr. 25/11-2018
| Liste | Parti                       | Kandidat | Bemærk                                                           |
| ----- | --------------------------- | --- | ---------------------------------------------------------------- |
| A     | Socialdemokratiet           | Mette Reissmann |                                                                  |
| B     | Radikale Venstre            | Abbas Razvi |                                                                  |
| C     | Det Konservative Folkeparti | Søren Michael Pihl |                                                                  |
| D     | Nye Borgerlige              | Helle Rosenvig |                                                                  |
| F     | Socialistisk Folkeparti     | |                                                                  |
| I     | Liberal Alliance            | |                                                                  |
| O     | Dansk Folkeparti            | Cheanne Nielsen |                                                                  |
| V     | Venstre                     | Anders Fausbøll |                                                                  |
| Ø     | Enhedslisten                | Louis Jacobsen |                                                                  |
| Å     | Alternativet                | Uffe Elbæk, Carolina Magdalene Maier, Kåre Traberg Smidt, Jan Kristoffersen, Asbjørn William Ammitzbøll Flügge, Henrik Marstal, Jonathan Ries, Nina Svane-Mikkelsen, Shahzad Riaz, Rolf Bjerre, Mette Rose Nielsen | Er opstillet i samtlige opstillingskredse i Københavns Storkreds |